# گوتنباخ
گوتنباخ (به آلمانی: Gütenbach) یک شهر در آلمان است که در شوارتسوالد-بار واقع شده‌است. گوتنباخ ۱٬۲۸۶ نفر جمعیت دارد.